# Система «Периметр»
Систе́ма «Пери́метр» (рос. Система «Периметр», Індекс ГРАУ — 15Э601, в країнах НАТО відома як англ. Dead Hand, в перекладі «Мертва рука») — комплекс автоматичного управління масованим ядерним ударом, що буде завданий у відповідь агресору. Комплекс створений в СРСР в розпал холодної війни в 1970-ті роки. Призначений для гарантованого доведення бойових наказів від вищих ланок управління (Генштаб ЗС СРСР, Управління РВСП) до командних пунктів та окремих пускових установок стратегічних ракет, що стоять на бойовому чергуванні, у разі надзвичайної ситуації, коли лінії зв'язку можуть бути пошкоджені.
Подібний за функціональністю американський комплекс — Emergency Rocket Communications System.
Є також думка, що ця система є варіантом реалізації пристрою судного дня, однак достовірні підтвердження відсутні. У західній пресі за системою закріпилася назва «dead hand» («мертва рука»).

## Концепція системи
За своєю суттю система «Периметр» є альтернативною командною системою для всіх родів військ, що мають на озброєнні ядерні заряди. Вона була створена як резервна система зв'язку на випадок, якщо ключові вузли командної системи «Казбек» та лінії зв'язку РВСП будуть знищені першим ударом відповідно до розробленої в США концепції Обмеженої ядерної війни.
Для забезпечення гарантованого виконання своєї ролі система була спочатку спроектована як повністю автоматична й у випадку масованої атаки здатна ухвалити рішення про удар у відповідь самостійно, без участі (або з мінімальною участю) людини. Наявність подібної системи іноді називають аморальним, проте вона є по суті єдиним фактором стримування, що дає реальні гарантії відмови потенційного противника від концепції нищівного превентивного удару.
За твердженням Володимира Яринича, одного з розробників системи, вона також слугувала страховкою від ухвалення вищим керівництвом країни поспішного рішення на основі неперевіреної інформації. Отримавши сигнал від системи попередження про ракетний напад, перші особи держави могли активувати систему «Периметр» і спокійно чекати розвитку подій, перебуваючи при цьому в повній впевненості, що навіть знищення всіх осіб, хто має повноваження на віддачу команди про атаку у відповідь, не зможе запобігти удару відплати. Тим самим повністю виключалася можливість ухвалення рішення про удар у відповідь у разі помилкової тривоги.

## Принцип роботи системи
Після наказу, отриманого від вищих ланок управління РВСП на спеціальний командний пункт, відбувається запуск командної ракети 15П011, на якій розміщена спеціальна головна частина 15Б99, яка в польоті передає команди на пуск всім пусковим установкам і командних пунктах РВСП, на яких розміщені відповідні приймачі.

## Складові компоненти системи «Периметр»

### Командні пости системи
Командні пости системи є спорудами, аналогічними стандартним ракетним бункерам РВСП. Містять необхідну для забезпечення роботи системи контрольну апаратуру і системи зв'язку. Ймовірно, інтегровані з пусковими установками командних ракет, проте, найімовірніше, вони розподілені на досить велику відстань для забезпечення кращої виживаності системи. За непідтвердженими даними, є не менше чотирьох самодостатніх командних постів, які дублюють функції один одного, головний з яких, за припущеннями західних військових експертів, розташований у місцевості на південь від Москви.

### Командні ракети

Командна ракета 15А11 системи «Периметр»

Командні ракети — єдиний широко відомий компонент комплексу. Входять до комплексу командної ракети 15П011 і мають індекс 15А11, розроблені КБ «Південне» на базі ракет 15А16 (МР УР-100У). Оснащені спеціальною головною частиною 15Б99, що містить радіотехнічну командну систему розробки ОКБ ЛПІ, що призначена для гарантованого доведення бойових наказів центрального командного пункту до всіх командних пунктів та пускових установок в умовах впливу ядерних вибухів і активної радіоелектронної протидії при польоті головної частини на пасивній ділянці траєкторії. Технічна експлуатація ракет ідентична експлуатації базової ракети 15А16. Пускова установка 15П716 — шахтна, автоматизована, високозахищена, типу ОС, найімовірніше — модернізована ПУ ОС-84. Не виключається можливість базування ракет і в інших типах пускових шахт.
Розробка командної ракети розпочата за тактико-технічними вимогами Міноборони в 1974 році. Льотно-конструкторські випробування проводилися на НДВП-5 (Байконур) з 1979 по 1986 роки. Всього проведено сім пусків (шість успішних, один частково успішний). Маса головної частини 15Б99 — 1412 кг.

### Приймальні пристрої
Приймальні пристрої забезпечують прийом наказів і кодів компонентами ядерної тріади від командних ракет у польоті. Ними оснащені всі пускові установки РВСП, всі ракетні підводні крейсери спеціального призначення і стратегічні бомбардувальники. Імовірно, приймальні пристрої апаратно пов'язані з контрольно-пусковою апаратурою, забезпечуючи автономне виконання наказу на запуск.

### Автономна контрольно-командна система
Міфічний компонент системи — ключовий елемент «машини судного дня», про існування якої немає достеменних відомостей. Деякі прихильники існування такої системи вважають, що це складна експертна система, оснащена багатьма системами зв'язку й датчиками, що контролюють бойову обстановку. Ця система, імовірно, відстежує наявність та інтенсивність переговорів в ефірі на військових частотах, отримання сигналів телеметрії з постів РВСП, рівень радіації на поверхні і в околицях, регулярне виникнення точкових джерел потужного іонізуючого й електромагнітного випромінювання за ключовими координатами, що збігаються при цьому з джерелами короткочасних сейсмічних збурень у земній корі (що відповідає картині завдання множинних наземних ядерних ударів) і, можливо, присутність на командних постах живих людей. На підставі кореляції цих факторів система, імовірно, й ухвалює підсумкове рішення про необхідність відповідного удару.
Інший передбачуваний варіант роботи системи — при отриманні інформації про перші ознаки ракетного нападу Верховний головнокомандувач переводить систему в бойовий режим. Після цього, якщо протягом певного часу командний пункт системи не отримує сигнал на зупинку бойового алгоритму, то відбувається пуск командних ракет. У неофіційному інтерв'ю журналу Wired один з розробників системи, Володимир Яринич, повідомляє таку інформацію про алгоритм роботи системи «Периметр»:
| Ліві лапки | Вона була розроблена так, щоб перебувати в пасивному стані, доки високопоставлена офіційна особа не активує її в кризовій ситуації. Тоді вона почала б відстежувати мережу датчиків — сейсмічних, радіаційних, атмосферного тиску — щодо ознак ядерних вибухів. Перш ніж завдати удару у відповідь, система мала б перевірити чотири «якщо»: якщо система була активована, спершу вона спробувала б визначити, чи мало місце застосування ядерної зброї на радянській території. Якби це виявилося схожим на правду, система перевірила б наявність зв'язку з Генеральним штабом. Якщо зв'язок був, система б автоматично відключилася після деякого часу — від 15 хвилин до години — без подальших ознак атаки, у припущенні, що офіційні особи, уповноважені віддати наказ про контратаку, живі. Але якби зв'язку не було, «Периметр» вирішив би, що Судний день настав, і негайно передав право ухвалення рішення про запуск будь-кому, хто в цей час перебував би глибоко в захищеному бункері, в обхід численних звичайних інстанцій. Оригінальний текст (англ.) It was designed to lie semi-dormant until switched on by a high official in a crisis. Then it would begin monitoring a network of seismic, radiation, and air pressure sensors for signs of nuclear explosions. Before launching any retaliatory strike, the system had to check off four if/then propositions: If it was turned on, then it would try to determine that a nuclear weapon had hit Soviet soil. If it seemed that one had, the system would check to see if any communication links to the war room of the Soviet General Staff remained. If they did, and if some amount of time—likely ranging from 15 minutes to an hour—passed without further indications of attack, the machine would assume officials were still living who could order the counterattack and shut down. But if the line to the General Staff went dead, then Perimeter would infer that apocalypse had arrived. It would immediately transfer launch authority to whoever was manning the system at that moment deep inside a protected bunker—bypassing layers and layers of normal command authority. | Праві лапки |

## Аргументи проти можливості реалізації в системі «Периметр» машини судного дня
Противники можливості існування системи машини судного дня приводять такі аргументи:
- Вся наявна система запуску ракет орієнтована на те, щоб запобігти випадковому та несанкціонованому пуску. Ніякі комп'ютери в системі запуску не використовуються, пуск здійснюється практично вручну. Існування машини судного дня суперечить цій концепції.
- Працездатність і достовірність експертної системи з «безліччю систем зв'язку і датчиків» залежить від систем зв'язку і датчиків. Однак працездатність систем зв'язку означає і наявність зв'язку між командними пунктами, що дає можливість людям ухвалити рішення про удар і без допомоги машини.
- За деякими відомостями, у разі удару, в разі відсутності зв'язку тощо, команду на пуск ракет командування в Центральному, запасному, мобільних і інших командних пунктах здатне віддати самостійно, без санкції вищого керівництва.
- В описі алгоритму роботи системи «Периметр», зробленому Володимиром Яриничем в неофіційному інтерв'ю журналу Wired, система «Периметр» також не є машиною судного дня, оскільки команда на запуск командної ракети віддається людиною.

## Історія створення системи
У ході холодної війни обома сторонами протистояння були створені високоефективні засоби радіоелектронного придушення противником засобів бойового управління РВСП, в результаті чого стала вкрай актуальною задача гарантованого доведення бойових наказів від вищих ланок управління (Генштаб ЗС СРСР, Управління РВСП) до командних пунктів та окремих пускових установок стратегічних ракет, що стоять на бойовому чергуванні, у разі повномасштабного конфлікту. У процесі конструкторських пошуків з'явилася ідея використовувати як резервний канал зв'язку спеціальну командну ракету, оснащену потужним випромінюючим пристроєм, що запускається в разі гарантованого ураження вищих командних ланок РВСП і подає команди на запуск усіх ракет, що перебувають на бойовому чергуванні, по всій території СРСР. Роботи над темою особливої командної системи, що отримала назву «Периметр», були доручені КБ «Південне» постановою уряду СРСР № 695—227 від 30 серпня 1974 року. Спочатку передбачалося використовувати як базову ракету МР УР-100 (індекс 15А15), проте згодом розробники зупинили свій вибір на ракеті МР УР-100УТТХ (індекс 15А16). Перероблена в частині системи управління командна ракета отримала індекс 15А11 і в грудні 1975 року був виконаний її ескізний проект.
Замість штатної бойової частини на ракетах 15А11 встановлювалася особлива головна частина (індекс 15Б99), що включала спеціально розроблену ОКБ ЛПІ для цілей проекту радіотехнічну систему. Для забезпечення необхідних умов роботи радіоапаратури головна частина повинна була під час польоту зберігати постійну орієнтацію в просторі. Була спроектована спеціальна система орієнтації та стабілізації, що використовує холодний стиснений газ, що суттєво скоротило її вартість і терміни створення. Виготовлення спеціальної головної частини було організовано на НВО «Стріла» в Оренбурзі.
Після наземного відпрацювання технічних рішень ракетного комплексу в 1979 році почалися льотно-конструкторські випробування командної ракети. На випробувальному полігоні для цього були споруджені дві експериментальні шахтні пускові установки. Крім цього, був створений спеціальний командний пункт, оснащений новою, унікальною апаратурою бойового управління для забезпечення дистанційного контролю та пуску командної ракети. Льотні випробування ракети проводилися під керівництвом Державної комісії на чолі з генерал-лейтенантом В. В. Коробушиним, першим заступником начальника Головного штабу РВСП. Перший пуск ракети з експериментальною моделлю передавача був успішно проведено 26 грудня 1979 року. У процесі випробувань були випробувані розроблені складні алгоритми сполучення всіх систем, які брали участь у випробуваннях, можливість забезпечення ракетою заданої траєкторії польоту і функціонування всіх службових систем головної частини в штатному режимі, підтверджено правильність ухвалених технічних рішень.
Всього для льотних випробувань було виготовлено 10 ракет. У ході випробувань системи були проведені реальні запуски міжконтинентальних балістичних ракет різних типів з бойових об'єктів за наказами, переданими командною ракетою 15А11 під час польоту. Для цього на пускових установках цих ракет були змонтовані додаткові антени і встановлені приймальні пристрої системи «Периметр». Пізніше подібним доопрацюванням піддалися всі пускові установки і командні пункти РВСП. Всього в ході льотно-конструкторських випробувань шість пусків були визнані успішними, і один — частково успішним. У зв'язку з успішним ходом випробувань та виконанням поставлених завдань Держкомісія визнала можливим задовольнитися сімома пусками замість запланованих десяти. Одночасно з льотними випробуваннями ракети проводилися наземні випробування працездатності всього комплексу в умовах впливу вражаючих факторів ядерного вибуху. Випробування проводилися на полігоні Харківського фізико-технічного інституту, в лабораторіях ВНІІЕФ (Арзамас-16), а також на ядерному випробувальному полігоні Нова Земля. Проведені перевірки підтвердили працездатність апаратури при рівнях впливу вражаючих факторів ядерного вибуху, що перевищують задані технічним завданням Міністерства оборони СРСР. Крім того, в ході випробувань постановою уряду було поставлено завдання розширити функції комплексу з доведенням бойових наказів не тільки до об'єктів РВСП, але і для ракетних підводних крейсерів спеціального призначення, літаків дальньої і морської ракетоносної авіації на аеродромах і в повітрі, і пунктів управління РВСП, ВПС і ВМФ. Льотно-конструкторські випробування командної ракети були завершені в березні 1982 року, а в січні 1985 року комплекс «Периметр» був поставлений на бойове чергування.
У створенні комплексу брали участь багато підприємств і організацій різних міністерств і відомств. Основні з них: ОКБ ЛПІ — НВО Імпульс (В. І. Мельник), НВО АП (Н. А. Пілюгін), КБСМ (А. Ф. Уткін), ЦКБЕМ (Б. Р. Аксютін), МНІІРС (А. П. Біленко), ВНИИС (Б. Я. Осипов), ЦКБ Геофізика (Г. Ф. Ігнатьєв), НДІ-4 МО (Є. Б. Волков).

## Експлуатація системи та її поточний статус
Після постановки на бойове чергування комплекс працює і періодично використовувався в ході командно-штабних навчань. Командний ракетний комплекс 15П011 з ракетою 15А11 (на базі МР УР-100) стояв на бойовому чергуванні аж до червня 1995 року, коли в рамках угоди СНТ-1 комплекс був знятий з бойового чергування. За іншими даними, це сталося 1 вересня 1995 року, коли в 7-ї ракетної дивізії (смт Виползово) був знятий з чергування і розформований 510-й ракетний полк, озброєний командними ракетами. Ця подія збіглася в часі з завершенням виведення з бойового складу РВСП ракет МР УР-100, що почався в грудні 1994 року процесом переозброєння 7-ї ракетної дивізії на пересувний ґрунтовий ракетний комплекс «Тополь».
У грудні 1990 року у 8-й ракетній дивізії (смт Юр'я) на бойове чергування заступив полк (командир — полковник С. І. Арзамасцев) з модернізованим командним ракетним комплексом, що отримав назву «Периметр-РЦ», до складу якого входить командна ракета, створена на базі міжконтинентальної балістичної ракети РТ-2ПМ «Тополя».
Також є дані, що раніше до складу системи «Периметр» поряд з ракетами 15А11 входили командні ракети на базі балістичної ракети середньої дальності «Піонер». Такий рухомий комплекс з «піонерівськими» командними ракетами носив найменування «Сурма». Індекс комплексу — 15П656, ракети — 15Ж56. Відомо принаймні про один підрозділ ракетних військ стратегічного призначення, на озброєнні якого стояв комплекс «Сурма» — 249-й ракетний полк, що дислокувався в місті Полоцьк Вітебської області 32-ї ракетної дивізії (м. Постави), з 1986 по 1988 рік стояв на бойовому чергуванні з рухомим комплексом командних ракет.
Організації, задіяні у виробництві комплектуючих та технічному обслуговуванні комплексу, відчувають труднощі з фінансуванням. Висока плинність кадрів, в результаті чого падає кваліфікація персоналу. Попри це, керівництво РФ неодноразово запевняло іноземні держави, що ризику випадкового або несанкціонованого запуску ракет не існує.
За твердженням журналу Wired у 2009 році, система «Периметр» функціонує і готова завдати удару у відповідь.